# Stereopsis burtiana
Stereopsis burtiana är en svampart som först beskrevs av Peck, och fick sitt nu gällande namn av D.A. Reid 1965. Stereopsis burtiana ingår i släktet Stereopsis och familjen Meruliaceae.   Inga underarter finns listade i Catalogue of Life.